# Lista portów lotniczych w Bułgarii
Lista portów lotniczych w Bułgarii, podzielona pod względem lokalizacji.
| Miasto                  | ICAO | IATA | Port lotniczy                               |
| ----------------------- | ---- | ---- | ------------------------------------------- |
| Cywilne porty lotnicze  |      |      |                                             |
| Burgas                  | LBBG | BOJ  | Port lotniczy Burgas                        |
| Gorna Orjachowica       | LBGO | GOZ  | Port lotniczy Gorna Orjachowica             |
| Kyrdżali                |      | KDG  | Port lotniczy Kyrdżali                      |
| Płowdiw                 | LBPD | PDV  | Port lotniczy Płowdiw                       |
| Ruse                    | LBRS | ROU  | Port lotniczy Ruse                          |
| Sofia                   | LBSF | SOF  | Port lotniczy Sofia                         |
| Stara Zagora            | LBSZ | SZR  | Port lotniczy Stara Zagora                  |
| Warna                   | LBWN | VAR  | Port lotniczy Warna                         |
| Lotniska Certyfikowane  |      |      |                                             |
| Bałczik                 | LBWB |      | Lotnisko Bałczik                            |
| Bochot                  |      |      | Port lotniczy Bohot                         |
| Griwica                 |      |      | Port lotniczy Griwica                       |
| Dołna Banja             | LBDB |      | Port lotniczy Dolna Bania                   |
| Erden                   | LBED |      | Port lotniczy Erden                         |
| Izgrew                  |      |      | Port lotniczy Izgrew                        |
| Ichtiman                |      |      | Port lotniczy Ichtiman                      |
| Kajnardża               |      |      | Port lotniczy Kajnardża                     |
| Lesnowo                 | LBLS |      | Port lotniczy Lesnowo                       |
| Polikraiszte            |      |      | Port lotniczy Polikraiszte                  |
| Primorsko               | LBPR |      | Port lotniczy Primorsko                     |
| Inne Lotniska           |      |      |                                             |
| Kazanłyk                | LBKA |      | Port lotniczy Kazanłyk                      |
| Wojskowe Porty Lotnicze |      |      |                                             |
| Bezmer                  | LBIA | JAM  | Port lotniczy Jamboł-Bezmer                 |
| Buchowci                | LBTG | TGV  | Port lotniczy Tyrgowiszte                   |
| Dobrosławci             | LBSD |      | Port lotniczy Dobrosławci                   |
| Dołna Mitropolija       | LBPL | PVN  | Port lotniczy Plewen-Dolna Mitropolia       |
| Gabrownica              | LBMG |      | Port lotniczy Gabrownica                    |
| Graf Ignatiewo          | LBPG |      | Port lotniczy Graf Ignatiewo                |
| Rawnec                  | LBBR |      | Port lotniczy Rawnec                        |
| Silistra                | LBSS | SLS  | Port lotniczy Silistra-Polkovnik Lambrinovo |
| Sliwen                  | LBSL |      | Lotnisko Sliwen                             |
| Uzundżowo               | LBHS | HKV  | Port lotniczy Chaskowo-Malewo               |
| Widin                   | LBVD | VID  | Port lotniczy Widin-Smurdan                 |